# Setge d'Acre
El setge d'Acre també anomenat caiguda d'Acre del 1291 resultà en la pèrdua del control de la ciutat d'Acre per part dels cristians. És considerada una de les batalles més importants del període, i sovint és esmentada pels historiadors com l'esdeveniment que va marcar la fi de les Croades. Quan Acre va caure, els croats van perdre la seva última gran fortalesa al Regne de Jerusalem, tot i que van mantenir sota el seu control la fortalesa de Tartus, i van realitzar diverses incursions costaneres i un intent de reconquesta des de la petita illa d'Arwad, que van perdre el 1302.

## Antecedents
El punt d'inflexió de les Croades de 1187 amb la batalla de Hattin, significà que el Regne de Jerusalem va perdre Jerusalem i la majoria del territori contra les forces de Saladí La base d'operacions dels croats va ser instal·lada al nord, a Acre, on els Ordes militars tenien dins o prop les seves casernes. Quan els mongols van atacar Palestina, els cristians els van veure com aliats potencials, però van mantenir una cautelosa neutralitat amb les forces musulmanes del Soldanat Mameluc. En 1260, els comandants d'Acre van permetre als mamelucs passar pel seu territori sense obstaculitzar el pas, perquè aconseguissin una victòria decisiva contra els mongols en la crucial Batalla d'Ain Jalut, a Galilea.
Les relacions amb els mamelucs no eren cordials i després de la fundació del Soldanat mameluc del Caire l'any de 1250, la destrucció dels restants territoris croats era l'única via per aconseguir la pau. Després de la batalla d'Ain Jalut, les forces dels mamelucs van començar a atacar les possessions cristianes, iniciada el 1261 i sent comandades pel soldà Bàybars I. Cesarea de Palestina i Arsuf van caure en 1265 i el 1266 totes les ciutats importants de Galilea. En 1268 Bàybars es va apoderar de Jaffa i del castell de Beaufort defensat per l'Orde del Temple i després va pujar en direcció nord cap al Principat d'Antioquia i li va posar setge. El 18 de maig les tropes del soldà van obrir bretxa en les muralles per on es van colar els mamelucs en massa. La gran ciutat havia perdurat per més de 160 anys com a capital franca i Bohemon VI d'Antioquia va veure el seu títol rebaixat a comte.
Per ajudar a reposar les pèrdues, Gregori X es va esforçar a excitar l'entusiasme general per aconseguir una altra gran croada, en va, per la ganduleria i vicis de la noblesa europea, la corrupció dels clergues i la pèrdua de la importància de l'esperit de les Croades, a més, l'ús dels predecessors de Gregori X dels permisos i privilegis de la Croada per reclutar exèrcits per lluitar contra els enemics europeus del Papat va desacreditar el moviment sencer.
Diverses expedicions croades van marxar cap a l'Est, com la fracassada Croada de Jaume I del 1269, la frustrada Vuitena Croada a Tunísia de Lluís IX de França el 1270, o la insignificant Novena Croada d'Eduard d'Anglaterra de 1271 i 1272, que no foren capaces de donar suport als assetjats estats llatins doncs les forces expedicionàries eren molt petites, la durada molt curta, i els interessos dels participants molt diversos.
Tan aviat com Eduard d'Anglaterra va arribar a Acre, va fer alguns intents de refer l'Aliança Franco-Mongol, enviant una ambaixada dirigida per Reginald Rossell, Godofred de Waus i John of Parker, i la seva missió era obtenir suport militar dels mongols, enemics dels musulmans. Abāqā, l'Il-kan de Pèrsia, va acceptar la cooperació el 4 de setembre de 1271 demanant un atac concertat contra els mamelucs.
Els atacs al Regne de Jerusalem van augmentar la seva freqüència i contundència i el 1276, la situació interna i externa, s'havia tornat tan perillosa que Enric II de Jerusalem, s'havia retirat de Palestina per anar-se'n a viure a Xipre i la desesperada situació del regne va empitjorar. En 1287, Latakia va caure, i en 1289 Trípoli va caure en mans dels mamelucs.

## Acre el 1291
Sant Joan d'Acre estava envoltada pel Mediterrani al sud, est i oest formant una petita península i dominava la badia que portava el seu nom. Tenia una doble fila de muralles i dotze torres que havien estat reforçades feia poc. A la part nord hi havia el barri de Montmusart i, al sud d'aquest, la muralla torçava bruscament en direcció oest i formava un angle recte baixant en direcció sud fins a trobar la mar. Tot aquest sortint era dominat per la Barbacana del Rei Hug.
El castell del rei, ocupat per l'Orde de l'Hospital, estava situat davant del barri de Montmusart i enganxat a la muralla interior. Acre només tenia tres portes terrestres, la de Maupas al nord donant accés al Montmusart, la de Sant Antoni a la part central al costat del castell i la de Sant Nicolau a la secció est. S'estima que la població d'Acre en l'època oscil·lava entre els 30,000 o 40,000 habitants.

## Esforços defensius
Després de la caiguda de Trípoli, Enric II de Xipre va signar una nova treva de deu anys amb Qalàwun el 1289 però a l'hora va enviar al seu senescal Joan de Grailly a Europa per entrevistar-se amb Nicolau IV, qui va compartir les seves preocupacions i va proclamar una croada, va escrivint cartes a les potències europees instant a viatjar a Terra Santa, i negociant termes amb Arghun Khan, Hethum II del Regne d'Armènia Menor, els jacobites, els coptes i els gregorians.
Els predicadors van començar a reunir cristians que seguissin a Eduard d'Anglaterra en una Croada. Només un petit exèrcit de camperols i pobletans aturats i sense entrenament militar de la Toscana i Llombardia, es van unir a la causa, transportats en vint galeres de la República de Venècia capitanejades per Nicolau Tiepolo, fill de Lorenzo Tiepolo, dux de Venècia, que va comptar amb l'assistència de Joan de Grailly i Roux de Sully. Mentre viatjaven cap a l'est, a la flota es van unir a cinc galeres del rei Jaume el Just que desitjava ajudar malgrat els seus conflictes amb el Papa i Venècia.

## Massacre de musulmans
La treva signada per Enric II de Xipre i Qalàwun havia restablert a Acre confiança i comerç. L'estiu de 1290 els mercaders de Damasc van començar a enviar de nou les seves caravanes a les ciutats franques de la costa. Aquell any es va recollir una bona collita a Galilea i els camperols musulmans van omplir amb els seus productes els mercats d'Acre, però l'agost de 1290, en plena prosperitat, van arribar els croats italians, convertint-se en un problema per a les autoritats en ser desordenats, borratxos i busca-raons, i els seus caps, que no els podien pagar amb regularitat, tenien escàs control sobre ells. Els nouvinguts, al·legant que havien anat a lluitar contra l'infidel, van començar a atacar mercaders, pagesos i ciutadans musulmans. Els cavallers de les ordes estaven horroritzats davant la carnisseria però tot el que van poder fer va ser salvaguardar alguns musulmans en els seus castells i arrestar els líders.
Qalàwun va demanar que els culpables de la massacre li fossin lliurats de manera que pogués aplicar justícia. Després de certes discussions sobre la possibilitat de tancar les masses assassines a les presons d'Acre, idea proposada per Guillaume de Beaujeu, el Concili d'Acre finalment es va refusar a lliurar a ningú a Qalàwun i en el seu setge van argumentar que la culpa la van tenir els musulmans, ja que, segons el Concili, aquests havien intentat revoltar.
Qalàwun va considerar que la treva havia estat trencada després de la massacre de musulmans, i a l'octubre va ordenar una mobilització general.

## L'aliança amb els mongols
Arghun es va comprometre a realitzar una ofensiva l'hivern de 1290, amb idea d'entrar a Damasc la primavera de 1291, però estava moribund i va morir el 10 de març de 1291, posant fi als esforços en favor d'un pla conjunt.
| «                                                                 | Sota el poder de l'etern cel, el missatge del gran rei, Arghun, al rei de França…, deia: He acceptat la paraula que vostra mercè ha envíat per mitjà dels missatgers sota Sayma Sagura (Bar Sauma), dient que si els guerrers del Kan envaeixen Egipte vostra mercè els donarà suport. Ens us oferim també el nostre suport anant allà per a la fi de l'hivern de l'any del Tigre (1290), adorant el cel, i establint a Damasc a la primavera següent (1291). | » |
| — Carta d'Arghun a Felip el Bell, 1289, fitxers Reials de França. | |   |

## Preparatius bèl·lics
El soldà va morir al novembre i va ser succeït pel seu fill Al-Àixraf Khalil, qui va jurar en el llit de mort acabar l'empresa inacabada, i posant-se al capdavant de les tropes va reiniciar la marxa, capturant al seu pas les caravanes que portaven subministraments i ajuda per a Acre. Durant la marxa va escriure al Gran Mestre de l'Orde del Temple, Guillem de Beaujeu anunciant que reconqueriria Acre per l'islam, i es van presentar diverses escaramusses amb patrulles de templers, que foren fets presoners.
Guillem de Beaujeu i Jean de Villiers, el Gran Mestre de l'Orde de l'Hospital, havien fet venir als seus mariscals Pere de Sevrey, que havia substituït a Godofred de Vendac, i Mateu de Clermont i havien reunit totes les seves tropes disponibles. També estava present Conrad de Feutchwangen, el recentment nomenat Mestre de l'Orde Teutònic, i molts cavallers vinguts d'Europa. Enric II de Xipre, que havia estat coronat a Xipre el 1285 i reconegut com a senyor del regne de Jerusalem el 15 d'agost de 1286, va enviar un contingent al comandament del seu germà Amalric II de Lusignan. El rei de França mantenia tropes a la ciutat des de l'època de Lluís IX al comandament de Joan de Grailly i l'Eduard I d'Anglaterra també va enviar alguns cavallers manats per Otó de Grandson.

## Forces contendents
Les defenses de la ciutat estaven compostes per 14.000 soldats a peu i 800 cavallers. El Consell d'Acre va determinar que la part central de la muralla era la més vulnerable tot i comptar amb les torres de la Comtessa de Blois (la construcció va ser pagada per Alícia de Bretanya, comtessa vídua de Blois), Anglesa (finançada per Eduard I d'Anglaterra), del Rei Enric (construïda per Enric II), la torre Maleïda i la barbacana del Rei Hug on es va establir la defensa de les tropes enviades per Enric II.
Algunes fonts cristianes (les xifres són exorbitants) afirmen que Al-Àixraf Khalil tenia sota el seu comandament 160.000 soldats d'infanteria i uns 60.000 de cavalleria, que juntament amb les un centenar de màquines de setge.

## Preparació de la batalla
El 5 d'abril, a l'alba, l'exèrcit musulmà va ser albirat pels guàrdies de la muralla nord. Els soldats es van preparar i tots els camperols de viles properes es van establir intramurs. Els mamelucs per la seva banda van muntar les seves tendes davant els murs de la ciutat i van construir les màquines de setge, de les quals destacaven dues, l'anomenada la victòria (construïda per l'exèrcit de Hama) i l'anomenada La Furiosa (construïda pels homes de Damasc) i molts manganells lleugers d'un tipus molt eficaç anomenats Bous Negres.
A dalt, al nord de Montmusart, ocupant-se de la porta de Maupas, es va organitzar l'Orde del Temple i davant aquests, l'exèrcit de Hama al comandament d'Al-Malik. Després del Temple i fins a la torre de Sant Antoni, es va situar l'Orde de l'Hospital enfrontant-se a l'exèrcit de Damasc manat per Ruk ad-Din Toqsu. A la centre de les muralles es trobaven els homes del Rei, comandats pel seu germà Amalric II de Lusignan, i recolzats des de la Torre Maleïda pels Cavallers Teutònics, sota el comandament de Conrad de Feuchtwangen. A la dreta es trobaven els cavallers francesos i anglesos, comandats per Joan de Grailly i Otó de Grandson, després les tropes de venecians i pisans i finalment les de la Comuna d'Acre.
Les tropes del soldà es trobaven acampades a tot el llarg de la secció oriental de la muralla (des de la porta de Sant Antoni fins al mar). Al-Àixraf Khalil tenia muntada la seva tenda davant de la torre del Llegat, no gaire lluny de la costa.

## Setge

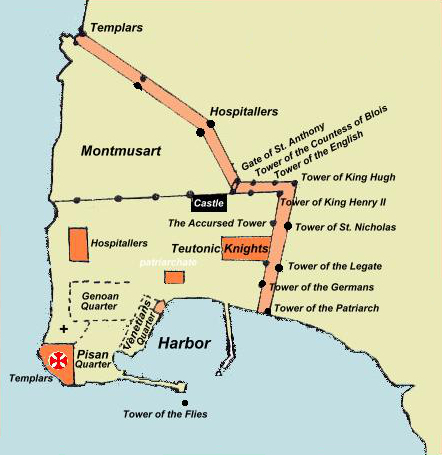
Acre el 1291

La voluntat dels cristians era negociar, van enviar al campament musulmà una ambaixada per negociar la pau, preservant la ciutat o obtenir salconduit a terres cristianes, però Al-Àixraf Khalil, abans de deixar-los entrar va preguntar si portaven les claus de la ciutat, davant la negativa dels emissaris, Khalil es va negar a negociar, només acceptaria la rendició incondicional de la ciutat.
El 7 d'abril va començar el setge. Khalil va posar un miler de miners a treballar en cadascuna de les torres principals coberts pel centenar de màquines de setge que llançaven pedres i olles plenes de diverses substàncies inflamables, destruint cases, temples i carrers mentre una pluja de fletxes incendiàries, sagetes i javelines va provocant estralls a la població i calant foc a les teulades de palla o fusta. Els crits de guerra dels soldats que van participar en l'atac inicial van ser acompanyats pel batre dels tambors i el sonar de les trompetes.
El 15 d'abril, un grup comandat per Otó de Grandson de tres-cents cavallers templers i hospitalers que es trobaven aquarterats en Montmusard van intentar un atac contra els campaments dels exèrcits de Hama i Damasc, per tal de destruir les seves màquines de guerra que disparaven foc grec, però es van veure obligades a retirar-se sense aconseguir el seu objectiu. El 4 de maig van arribar 2.000 homes de reforç que van salpar des de Xipre comandats per Enric II.
Les operacions que els sapadors musulmans portaven a terme per sota dels murs van avançar amb rapidesa extraordinària, i es trobaven gairebé sota de la barbacana del Rei Hug, corrent aquesta edificació el risc de venir avall, de manera que poc temps després, la barbacana, just davant de la Torre del Rei Enric, va haver de ser abandonada i durant la setmana següent, els sapadors del soldà van minar les torres Anglesa i de la Comtessa de Blois. Tota la muralla exterior s'ensorrava davant el bombardeig incessant de les catapultes i els mandrons del soldà.
El 15 de maig, les forces d'Al-Ashraf van atacar el portal de Sant Antoni, situada al costat del castell, i, inicialment, rebutjats per defensors templers i hospitalaris després d'un dur enfrontament. No obstant això, tres dies més tard, les forces mamelucs van atacar de nou l'entrada.

## Els sarraïns entren a Acre
El 18 de maig, Al-Ashraf va repetir la tàctica intimidatòria inicial, ordenant l'assalt acompanyat d'un important nombre de tambors, trompetes i timbals mentre els arquers preparaven el camí a la primera línia d'atacants d'esquadrons suïcides. Les tropes del soldà van obrir bretxa a la torre Maleïda per on van irrompre els mamelucs rebutjant als defensors fins muralla interior. Els ordes del Temple i l'Hospital van haver de recórrer a reforçar el sector, ja que en el seu, la pressió dels exèrcits de Hama i Damasc era molt menys forta, però tota la zona estava perduda, ja que més al sud, Otó de Grandsdon havia cedit davant l'empenta atacant i havia perdut la torre de Sant Nicolau. Els musulmans corrien per la ciutat arrasant tot al seu pas, i Guillem de Beaujeu, a prop de la muralla en el sector de la Torre Maleïda, va llançar l'espasa i allunyar-se del combat cap a l'interior de la ciutat, els seus cavallers li van retreure la seva covardia.
| «                                         | Je ne m'enfuit pas; je suis mort. Voici li coup. (No estic fugint, estic mort, aquí està la fletxa) | » |
| — Guillem de Beaujeu , 18 de maig de 1291 | |   |

Guillem de Beaujeu va alçar el braç deixant veure la mortal ferida que havia rebut en un costat, sota l'aixella i els seus cavallers el van transportar per una de les poternes de la muralla del Montmusard, a una casa del barri, a prop de la porta de Sant Antoni on més tard ell i com Mateu de Clermont van morir. Els cavallers del Temple, transportant els cossos de tots dos, es van posar sota les Ordes del Mariscal de l'Orde Pierre de Severy, qui va ordenar la retirada cap a la fortalesa templera, al sud de la ciutat, a prop del port.
En assabentar d'això, el mestre de l'Hospital va decidir retirar-se també, perquè, tant hospitalaris com templers resistissin junts a la fortalesa del Temple, però, en la retirada va ser ferit entre els omòplats per una llança i, contra la seva voluntat, embarcat per seus homes, com Otó de Grandsdon i el rei Enric amb el seu germà Amalric.
En assabentar de la notícia que els caps cristians fugien i la ciutat d'Acre estava irremeiablement perduda, la por es va encomanar a la terroritzada població que va fugir presa de pànic cap als molls intentant caòticament trobar lloc en els pocs vaixells disponibles. Com els habitants d'Acre eren molts i els vaixells tan pocs, no hi havia prou lloc per a tots, alguns van ser literalment abordats i enfonsats per l'excessiu pes de la gent atemorida. Els que no van embarcar van ser morts pels invasors.
| «                  | Ells [els musulmans] van entrar a la ciutat des de tots els fronts d'hora al matí i en força d'homes molt nombrosa. Nosaltres i la nostra Orde els vam fer guerra a la porta de Sant Antoni, on hi havia tants sarraïns que no podia un comptar-los. Tanmateix, els rebutgem tres vegades tan lluny com fins al setge anomenat "Maleït". I en aquesta acció i altres van lluitar els germans de la nostra Orde en defensa de la ciutat i de les seves vides i del seu país. A poc a poc vam perdre tot el castell de la nostra Orde, que és molt merescut de pregar-hi i que està molt a prop de la Santa Església, i després els va arribar la fi. Entre ells el meu estimat amic i germà Mateu de Clermont, el nostre mariscal, va resultar mort. Era noble i esforçat i sabia moltes coses d'armes i guerra. Que Déu el tingui en la seva gràcia ! El mateix dia lo mestre del Temple també va morir d'una ferida mortal de javelina. Que Déu tingui pietat de la seva ànima ! Aquell dia jo mateix vaig lluitar contra la mort a causa d'una ferida que em va provocar un atac de javelina entre les espatlles, una ferida que fa que la redacció d'aquesta carta sigui una tasca molt difícil. Mentrestant una gran multitud de sarraïns entrava a la ciutat per tots els nostres flancs, per terra i aigua, movent-se al llarg dels murs, que estaven tots perforats i trencats, fins que van arribar als nostres refugis. Els nostres sergents, els nois, els mercenaris, els croats i tots els altres desistir de tota esperança i van córrer rabents cap als vaixells, desfent de les seves armes i armadures. Nosaltres i els nostres germans, la majoria dels quals havien estat ferits de mort o es trobaven greument lesionats, resistim tant com vam poder, Déu és testimoni. I alguns de nosaltres jeia com si estiguéssim mig morts, estàvem molt pàl·lids i desmais però lluitant contra els nostres enemics, els nostres sergents i els nostres patges joves em van transportar, mortalment ferit, mentre els nostres altres germans es retiraven, i gran perill corrien. I fins aquí jo i altres germans escapar, com Déu va voler, molts dels quals estàvem ferits i malmesos sense esperança de cura, i vam anar portats a l'illa de Xipre. En el dia en què aquesta carta és escrita nosaltres seguim aquí, en gran pena del nostre cor i presoners d'un dolor insuportable. | » |
| — Jean de Villiers | |   |

## Darrera resistència

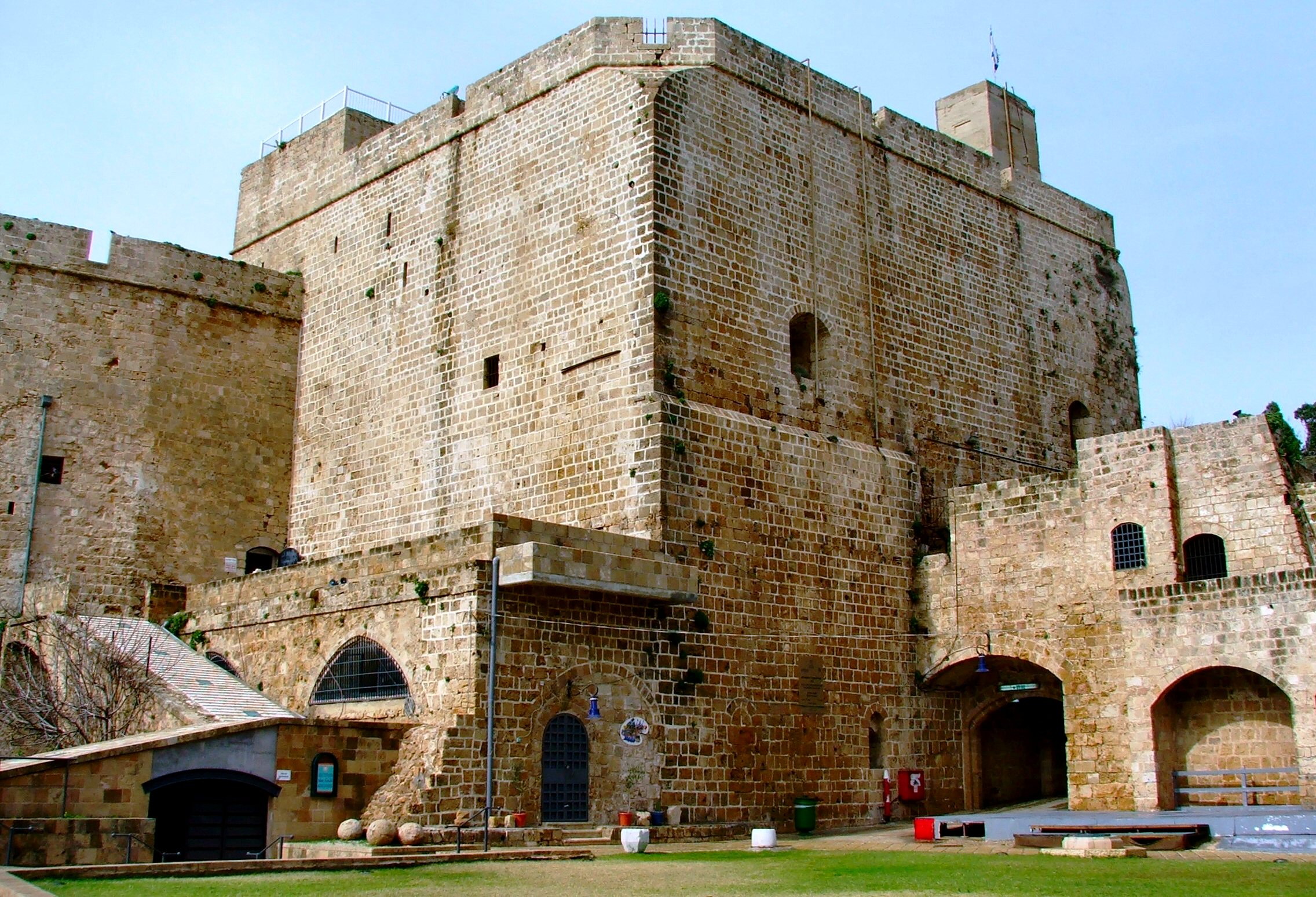
El castell dels Hospitalers a Acre.

Al-Àixraf Khalil havia aconseguit reconquerir la major part d'Acre, únicament la fortalesa de l'Orde del Temple, situada d'esquena a la mar a l'extrem sud de la ciutat, es va mantenir en peu. Al voltant de dos-cents cavallers templers s'havien refugiat després dels seus murs defensant a diversos centenars de civils. Després de diversos dies de bombardeig, el soldà, veient la determinació dels defensors, els va oferir la possibilitat d'embarcar-sense ser molestats i va enviar un destacament per controlar els preparatius.
El 25 de maig, Pierre de Severy, comandant dels templers, es va avenir a la rendició amb l'única condició d'obtenir salconduits cap a Xipre per als cavallers i refugiats civils. Emissaris musulmans van entrar i van procedir a hissar la bandera de l'islam i atacar dones i nens, i els templers en un intent per calmar els ànims dels separar arma en mà, però els mamelucs van desconfiar i van desenfundar les seves simitarres, la baralla va començar i després minuts de combat, la disputa es va saldar amb la mort dels mamelucs egipcis i el posterior tancament de les portes de la fortalesa, reiniciant-se les hostilitats. Aquella mateixa nit, el comandant Thibaud Gaudin va aconseguir embarcar cap a Sidó, emparat amb la foscor, el tresor templer, algunes sagrades relíquies, una petita força de cavallers i uns pocs civils.
L'endemà, 26 de maig, el soldà va tornar a oferir les mateixes condicions als defensors, i Pierre de Severy, acompanyat per un petit seguici de cavallers va negociar la rendició. Quan va ser rebut pels musulmans, ell i el seu escorta, sota l'atenta mirada dels que es van quedar dins del castell, van ser arrestats i executats immediatament. No hi va haver més ofertes per part del soldà perquè es produís una evacuació pacífica i els templers que havien estat dins de la fortalesa, exhausts, ferits i sense subministraments, van decidir seguir defensant la guarnició, ja que no tenien una altra opció. Encara continuar lluitant duríssimament durant dos dies i van aconseguir rebutjar diversos atacs mamelucs.
No obstant això, la nit del 28 de maig, els sapadors mamelucs que havien procedit a minar els murs de la fortalesa, van obrir, amb ajuda d'explosius i combustible, una bretxa, permetent l'entrada de 2.000 mamelucs. Però al passar els enemics per la bretxa, l'edifici es va enfonsar matant defensors i atacants sense distinció. Els templers que no van ser aixafats per les roques que es van desplomar seguir lluitant tota la nit i part de la matinada del dia 29, però, van ser derrotats per la superioritat numèrica dels invasors.
En total, el setge d'Acre va durar només sis setmanes, començant el 6 d'abril i acabant amb la caiguda de la ciutat el 18 de maig, tot i així, els templers van aguantar en les seves casernes fins al dia 28 del mateix mes.

## Conseqüències
El castell templer fou enderrocat i el port fou cobert amb la runa per evitar un desembarcament que tingués per objectiu recapturar la ciutat. En qüestió de mesos, les ciutats restants en poder dels croats van caure amb facilitat, incloent Sidó (14 de juliol), Jaffa (30 de juliol), Beirut (31 de juliol), Tortosa (3 d'agost) i Atlit (14 d'agost). Només la petita illa d'Arwad, o Rwad, prop de Tortosa va poder ser mantinguda fins a 1302.
La caiguda d'Acre va acabar amb una era, perquè cap croada es va organitzar de manera efectiva amb la finalitat de recapturar Terra Santa, i es va acabar l'Aliança Franco-Mongol. En 1291, altres ideals havien capturat l'interès i entusiasme dels monarques i nobles d'Europa i encara que el Papat va realitzar enèrgics esforços per aixecar expedicions que alliberessin la Terra Santa, aquests van tenir poc impacte. L'ideal de la Croada estava irremeiablement rovellat.
Després de la pèrdua de les fortaleses de Palestina, els templers des de Xipre es van dispersar entre les seves nombroses comandes d'Europa, els Cavallers Teutons primer van anar a Venècia i posteriorment a Alemanya, on van lluitar contra els pagans a la frontera de Livònia, on l'emperador Frederic II els va fer donació que de tot allò que poguessin conquerir. Els Hospitalaris es van mantenir a Xipre rebent i donant refugi als pelegrins, i emprenent una guerra contra els pirates de la Mediterrània.
El Regne de Jerusalem va continuar existint, teòricament, en l'illa de Xipre, des d'on el Regne de Xipre tramar i planejar recapturar la terra ferma, encara que en va, doncs diners, homes, i voluntat eren escassos. Un últim esforç va ser realitzat per Pere I de Xipre el 1365, quan va desembarcar a Egipte i va saquejar Alexandria. Una vegada que la ciutat va ser presa del pillatge, de tota manera, els croats van tornar el més ràpid possible a Xipre per dividir el botí. Com Croada, l'episodi va ser completament infructuós.
El segle xiv va veure algunes expedicions erròniament anomenades Croades, però aquestes empreses diferien de moltes maneres de les expedicions dels segles xi i xii. Les Croades del segle xiv tenien com a objectiu no la recaptura de Jerusalem, sinó més aviat la vigilància de l'avanç dels turcs otomans sobre Europa. Mentre que molts dels croats en aquest segle xiv advocaven per la derrota dels otomans com a meta preliminar per recapturar la Terra Santa, cap d'aquestes expedicions va tenir per objectiu un atac directe cap a Síria o palestina.